# Andrius Bartkus
Andrius Bartkus (ur. 21 stycznia 1986) – litewski piłkarz grający na pozycji środkowego obrońcy w Atlantasie Kłajpeda.

## Kariera
Karierę piłkarską rozpoczął w FBK Kowno. W sezonach 2006 i 2007 zdobył tytuł mistrza Litwy. Od 1 marca 2012 do 1 stycznia 2013 był zawodnikiem FK Šiauliai. Od 1 stycznia 2013 jest piłkarzem Atlantasa Kłajpeda. 26 marca 2013 zagrał w meczu reprezentacji Litwy przeciwko Albanii.